# Gonadogénesis
La gonadogénesis en Embriología se refiere al desarrollo de las gónadas, donde las células del rudimiento gonadal se diferencian. El tipo de diferenciación que toma el rudimiento determina el desarrollo sexual del organismo, ya que este tiene dos opciones al poder desarrollarse como ovario o como testículo.
Estudios en citología, bioquímica y  genética molecular han revelado que el «desarrollo normal de las gónadas» implica una red exquisitamente regulada de expresión de genes y de interacciones proteína-proteína.

## Embriología
Los rudimientos de la gónada aparecen en el mesodermo intermedio durante la cuarta semana de desarrollo, y a partir de esta semana entra en un «estadio bipotencial» o de «indiferenciación» en el que ocurre el desarrollo de la gónada y en donde al estar indiferenciada no posee ni características femeninas ni masculinas hasta la séptima semana.
Durante este estadio el epitelio de la cresta genital, el cual conforma la parte ventral del rudimiento, prolifera hasta expandirse hasta el tejido conectivo mesenquimático. Las capas epiteliales que se forman generan los cordones sexuales; los cuales rodearán a las células germinales que migran hacia la gónada en la sexta semana de desarrollo.

El evento inicial de la gonadogénesis, tanto en machos como en hembras, implica la formación de un primordio bipotencial. El cromosoma AY activa entonces la vía específica masculina. 

La demostración de que las mutaciones en las proteínas SOX, SRY y SOX9, son responsables de los trastornos asociados con la inversión sexual de macho a hembra mostró de manera espectacular que SRY y SOX9 tienen un papel esencial en la diferenciación sexual masculina.

Antes de la séptima semana de gestación, los fetos XX y XY tienen una anatomía reproductiva idéntica.

A las 7 semanas, los fetos con un cromosoma Y comienzan a desarrollar testículos, mientras que los que no tienen cromosoma Y comienzan a desarrollar ovarios que también requieren una vía genética activa. A partir de entonces, la diferenciación y la función gonadal determinan el fenotipo final.

Al entrar en el periodo de determinación sexual del organismo, si el feto es XY los cordones sexuales ya formados seguirán proliferándose y a la vez expandiéndose hacia el tejido conectivo, lo que formara una red de cordones sexuales internos y en un extremo la rete testis. A los cordones sexuales se les denominará ahora «cordones testiculares», estos pierden su contacto con el epitelio superficial al cual se mantenían conectados, por lo tanto cuando entran las células germinales a la gónada masculina se desarrollaran hacia estos cordones. Esto posibilita que los cordones sexuales hagan de inhibidor de la meiosis de las células germinales, que no la iniciaran hasta comenzar la pubertad. Al no poder entrar en meiosis las células germinales comienzan a desarrollarse como células germinales masculinas las cuales hacen que las células del cordón testicular se diferencian a células de Sertoli gracias a un factor que ha sido secretado. Las células de Sertoli están ubicadas en los túbulos seminíferos y serán de gran importancia durante la espermatogénesis. 
Los túbulos seminíferos se forman gracias al ahuecamiento de los cordones testiculares durante la pubertad. A la periferia de estos túbulos migran las células germinales y estos comienzan a diferenciarse hacia espermatozoides. Cuando los túbulos están maduros, los espermatozoides ya diferenciados son transportados desde el interior del testículo por medio de la rete testis que esta unida a los conductillos eferentes. Estos conductos conectan al testículo al conducto de Wolf.
Si el feto es XX los cordones sexuales se degeneran y las células germinales se localizan cerca de la superficie externa de la gónada. El epitelio produce un nuevo grupo de cordones sexuales los cuales se localizan cerca de la superficie externa del órgano, los nuevos cordones son denominados cordones sexuales corticales los cuales son divididos en grupos donde cada uno de estos rodea una célula germinal. Las células germinales van a llegar a ser los gametos femeninos maduros y los cordones que las rodean se diferenciaran en las células de la granulosa. Por otro lado las células mesenquimáticas del ovario se diferencian en células tecales, las cuales junto con las células de la granulosa formaran los folículos que envuelven las células germinales y secretan hormonas esteroideas. Cada uno de estos folículos tendrá una solo célula germinal que entrara en meiosis para completar la diferenciación a tejido ovárico. Por otra parte la formación de las trompas de Falopio, útero, cuello uterino se da por la diferenciación del conducto de Muller.
Diferentes genes participan en la determinación del sexo de los organismos este es el caso de SRY (región del cromosoma Y determinante del sexo), el cual induce la formación testicular al ser requerido para la proliferación del epitelio y la migración de las células del mesonefro hacia las gónadas. Este actúa como un factor de transcripción que actúa para antagonizar la función de los represores del desarrollo masculino. La expresión de SRY está seguida de varios sucesos como la activación de genes masculinos específicos, migración y proliferación celular.
En la regulación de SRY participa el isomorfo WT1 (-KTS) quien actúa tanto en su activación como en estabilidad de transcripción. Este isomorfo es importante en el desarrollo de las gónadas femeninas y masculinas, pero no es esencial en la determinación sexual masculina. La formación específica de la gónada masculina requiere del otro isomorfo WT1 (+KTS) el cual actúa incrementando la abundancia de transcritos de SYR. Otro gen involucrado en la inducción de formación de testículo es el SOX9 el cual es un gen autosómico involucrado en la activación de un gen que codifica para una hormona anti-Muller (AMH), la cual es secretada por las células de Sertoli y que causa regresión de los conductos Muller femeninos.
En el caso del desarrollo femenino,
se conoce que una región del cromosoma X contiene el gen Wnt4 que estimula la transcripción del gen Dax1 que inhibe la función de SOX9 y que es de gran importancia para direccionar el desarrollo del ovario. El gen Dax1 es expresado en las crestas genitales después de la expresión de SRY, pero sin embargo finalmente se expresa solamente en el rudimiento gonadal XX. Este gen es activado por el producto de un gen determinante del ovario Wnt4 el cual se expresa en la cresta genital aunque se esté en el estadio bipotencial y es mantenida mientras se comienzan a formar ovarios, aunque se expresa en ambos sexos al igual que Dax1. Wnt4 es de gran importancia para el desarrollo del sistema reproductivo y por ende del ovario, regular la morfogénesis del ducto Mulleriano, vascularización de la gónada en desarrollo y la migración de células sexuales específicas.